# Crocidophora caffralis
Crocidophora caffralis là một loài bướm đêm trong họ Crambidae.